# Igor Sikorsky
Igor Sikorsky (Kiev, 25 maggio 1889 – Easton, 26 ottobre 1972), fu un pioniere dell'aviazione, ingegnere e imprenditore statunitense d'origine ucraino-polacca e russa la cui famiglia, durante la Confederazione polacco-lituana, apparteneva alla piccola nobiltà agricola (la szlachta) della Volinia.
Tra i suoi progetti più importanti nella storia dell'aviazione civile e militare figurano il primo aereo plurimotore, il primo dei grandi idrovolanti utilizzati dalla Pan American negli anni trenta per le rotte transoceaniche e soprattutto il primo elicottero di successo e prodotto in serie.

## Biografia
Igor Sikorskij nacque a Kiev, all'epoca parte dell'Impero russo, ultimo dei cinque figli di Ivan Alekseevič Sikorskij, insegnante di psicologia di origini ucraino-polacche a sua volta figlio e nipote di un pope ortodosso di orientamento monarchico e russo-nazionalista, che influenzò Igor'. La madre di Igor', Marija Stepanovna Temrjuk-Čerkasova, ucraina per parte di padre e russa dal ramo materno, era una fisica. Facendo scuola al figlio, gli comunicò un grande amore per l'arte, specialmente per la vita e le opere di Leonardo da Vinci e per le storie di Jules Verne.
Egli iniziò a fare esperimenti con macchine volanti e a 12 anni costruì un piccolo elicottero giocattolo.
Sikorskij studiò al collegio della Marina di San Pietroburgo dal 1903 al 1909 senza però terminare gli studi.
Per un breve periodo, tra la fine del 1906 e l'inizio del 1907, studiò ingegneria a Parigi.
Nel 1908 Sikorskij e suo padre viaggiarono in Germania; là videro su un giornale l'immagine di Orville Wright e del suo aeroplano. Sikorsky disse poi di questo episodio: «In 24 ore decisi di cambiare il mio futuro lavoro e di studiare l'aviazione».
Con l'aiuto finanziario della sorella, Sikorskij nel 1909 tornò a Parigi, che era a quel tempo il centro della scienza aeronautica europea. Incontrò alcuni piloti francesi, tra cui Louis Blériot, la prima persona a volare sul Canale della Manica. Quello stesso anno Sikorskij tornò a Kiev e iniziò a fare esperimenti con macchine volanti.
Nel 1912 Sikorskij divenne ingegnere capo della divisione ferroviaria, poi anche aeronautica, della Russo-Baltique (RBVZ) a San Pietroburgo.
Nel 1914 ricevette la laurea honoris causa in ingegneria dal Politecnico di San Pietroburgo.
Il suo aereo S-6-B vinse una piccola commessa dell'esercito russo.
In quel periodo diresse anche la costruzione del primo aereo con quattro motori a combustione interna, il Bol'šoj Baltiskij, che lui chiamò Le Grand.
Fu anche il pilota collaudatore per il suo primo volo, il 13 maggio 1913.
Gli apparecchi di Sikorskij furono usati come bombardieri dalla Russia nella Prima guerra mondiale — ad esempio, l'Il'ja Muromec, il primo bombardiere a quattro motori. Ricevette l'onorificenza dell'Ordine di San Vladimir.
Durante una dimostrazione del suo S-5 (70 mph, nel 1911), l'aereo dovette effettuare un atterraggio forzato. Si scoprì che un insetto era entrato nel serbatoio, finendo poi nel carburatore. Questo incidente convinse Sikorskij della necessità di un aeromobile che potesse continuare a volare anche dopo l'eventuale perdita di un motore. Diversi aeroplani con due, tre o quattro motori furono realizzati da varie nazioni e furono usati nella Grande guerra. Dopo la prima guerra mondiale Sikorskij divenne per breve tempo ingegnere delle forze armate francesi in Russia durante la guerra civile russa. Vedendo poche opportunità di lavorare come progettista di aerei nell'Europa sconvolta dalla guerra, in particolare in Russia che aveva subito anche le conseguenze della Rivoluzione d'ottobre e della guerra civile, emigrò negli Stati Uniti nel 1919.
Negli Stati Uniti fu anglicizzato in Sikorsky e iniziò a lavorare come insegnante e conferenziere, cercando contemporaneamente impiego in campo aeronautico.
Nel 1923, aiutato da vari ex ufficiali russi, creò la Sikorsky Aero Engineering Company.
Tra i sostenitori di Sikorsky vi era anche il compositore Sergej Rachmaninov che si presentò con un assegno di 5000 $ (circa 61000 $ 2007).
Sebbene il suo prototipo avesse subito un danneggiamento nel primo volo prova, Sikorsky persuase gli investitori - riluttanti - a investire altri 2500 $; con essi produsse il S-29, uno dei primi aerei a doppio motore in America, con una capacità di 14 passeggeri e una velocità di 115 mph..
Nel 1928 Sikorsky divenne cittadino statunitense.
L'anno successivo la Sikorsky Aero Engineering Company fu acquisita e divenne una sussidiaria della United Aircraft, che ora è a sua volta, parte di United Technologies Corporation. L'azienda produsse particolari idrovolanti, come il S-42, usati dalla Pan Am per voli transatlantici e detti Pan Am Clipper. Sikorsky aveva sperimentato macchine volanti simili agli elicotteri già in Russia. Implementò i suoi progetti il 14 settembre 1939 con il primo volo del Vought-Sikorsky VS-300, un apparecchio con un singolo rotore a tre pale ed un motore da 75 cavalli (56 kW). Il primo volo libero (senza cavo) fu il 26 maggio 1940. Il VS-300 non era il primo aeromobile ad ala rotante né il più stabile tra gli elicotteri a rotore singolo, ma fu il primo tra quelli a singolo rotore con la configurazione a rotore di coda (tail boom), poi divenuta predominante.
A Sikorsky fu conferito il titolo di Pioniere dell'aviazione del Connecticut dal governo dello Stato. La Sikorsky Aircraft Corporation a Stratford, Connecticut è oggi una delle maggiori produttrici di elicotteri del mondo; un piccolo aeroporto nelle vicinanze è stato intitolato Sikorsky Airport e anche un ponte vicino alla sede della Sikorsky porta il suo nome. Sikorsky, di fede ortodossa, era profondamente devoto e scrisse due libri di genere religioso-filosofico (The Message of the Lord's Prayer e The Invisible Encounter). Ebbe una figlia in Russia e quattro figli negli Stati Uniti. Il figlio maggiore, Sergej, rimase attivo nell'azienda del padre dopo la morte di questo, sopraggiunta il 26 ottobre 1972, nella sua casa di Easton, in Connecticut.